# Estação Sant Antoni

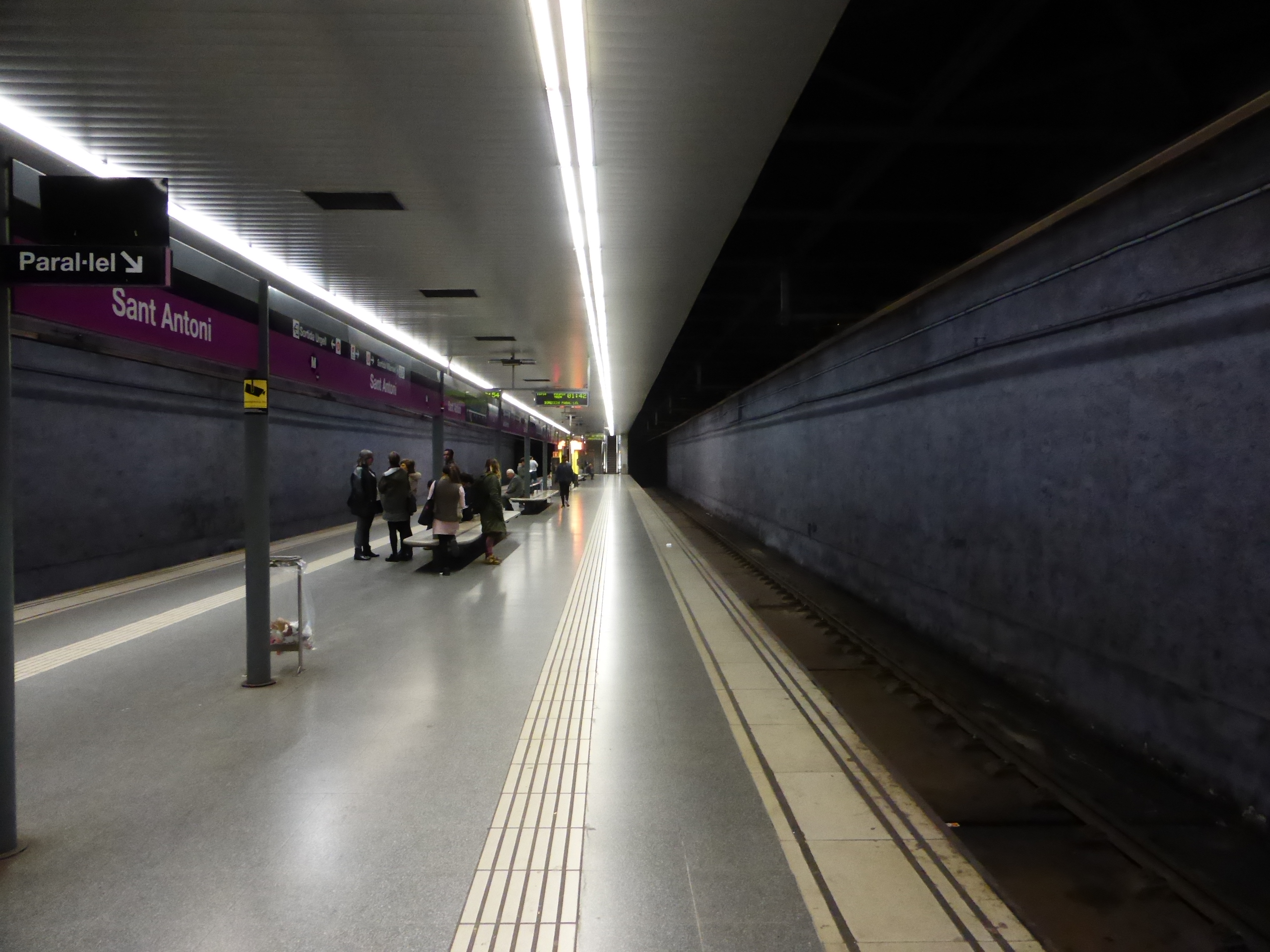
Estação Sant Antoni em 2016.

Sant Antoni é uma estação da linhas Linha 2 do Metro de Barcelona.

## História
A estação Sant Antoni foi projetada dentro do traçado inicial da Linha II, projetada no Plano da Rede do Metrô de 1966. No mesmo Plano, também estava previsto que esta estação seria o terminal de uma nova linha 7, que se estenderia até La Bonanova, embora o último projeto nunca tenha sido realizado.
A construção da Linha II, entre as estações da Sagrada Família e Paral·lel (então denominada Pueblo Seco) teve início em 1968. Em novembro de 1974 o Ministério das Obras Públicas concluiu as obras do traçado, restando apenas o trecho entre a Monumental e as estações Sagrada Família, devido a problemas de infiltração de lençóis freáticos. Apesar do andamento das obras, o projeto foi abandonado em 1975, e por quase duas décadas os túneis e estações do trajeto foram abandonados.
A construção da Linha 2 foi retomada em 1991, com vistas aos Jogos Olímpicos de Barcelona em 1992. O percurso aproveitou os túneis e estações já construídas, como San Antoni. Além disso, a Câmara Municipal propôs que a L2 chegasse ao montanha de Montjuïc, onde ficava o Anel Olímpico, mas esta extensão encontrou oposição do Governo da Catalunha, responsável pelas obras, e foi finalmente acordado estabelecer Sant Antoni como o terminal da linha.
Com três anos de atraso, em 25 de setembro de 1995, foi aberto ao público o primeiro trecho da L2, que ligava a Estação Sant Antoni à Estação Sagrada Família. A cerimônia de abertura contou com a presença do presidente da Generalitat, Jordi Pujol, do ministro das Obras Públicas, Josep Borrell, e do prefeito de Barcelona, Pasqual Maragall, entre outras autoridades. Sant Antoni funcionou como terminal L2 para apenas três meses, desde 30 de dezembro de 1995 a extensão da Estação Paral·lel entrou em serviço.

## Expansão
Em 2001, a Autoridade de Transporte Metropolitano apresentou o Plano Diretor de Infraestrutura 2001-2010, um projeto que recupera a chegada de L2 a Montjuïc. A extensão, atualmente em construção, começa em Sant Antoni e passa por Poble Sec, até chegar a Fira 1-MNAC. Uma vez inaugurado, o trecho entre Sant Antoni e Estación de Paral·lel ficará fora de serviço.

## Acesso à estação
- Villarroel
- Urgell
- Sant Antoni Abat